# Josep del Hoyo
Josep del Hoyo Calduch (* 22. června 1954 Barcelona) je katalánský lékař, ornitolog a autor. V roce 1989 spoluzaložil vydavatelství Lynx Edicions v Barceloně. Od roku 1992 do roku 2013 byl spoluvydavatelem Handbook of the Birds of the World (HBW).

## Životopis
V roce 1977 byl promován na Autonomní barcelonské univerzitě v oboru medicína a chirurgie. V letech 1978 až 1980 působil jako venkovský lékař v Roda de Ter v comarce Osona. Část z let 1980–1981 strávil na 13měsíční cestě po 15 afrických zemích za ornitologickými pozorováními. V roce 1981 se zapsal na ornitologický seminář na Teoreticko-praktické škole zoologie a aplikované primatologie (Escuela Teórico-práctica de Zoología Animal y Primatología Aplicada) v Zoo Barcelona.
V 80. letech 20. století pracoval del Hoyo jako programový ředitel a přispěvatel v zdravotně-poradenském pořadu ve španělské televizi a rozhlasu, například Curar-se en salut (1984) v televizi TV3 a Catalunya Matí ve veřejnoprávním rozhlasu Catalunya Ràdio (1985). Curar-se en salut je název periodika, pro které del Hoyo mezi lety 1985 a 1986 publikoval 30 titulů. Mimo jeho práce coby knižního autora napsal del Hoyo mnoho novinových článků, například pro El País, La Vanguardia, The International English Journal (Barcelona), Periplo, Quercus a Geomundo de Miami.
V roce 1989 založil del Hoyo spolu s ornitologem Jordim Sargatalem a obchodníkem Ramonem Mascortem vydavatelství Lynx Edicions, které se v 90. letech 20. století zaměřilo na vydávání knih o přírodě a které v letech 1992 až 2013 vydalo 17svazkovou encyklopedii Handbook of the Birds of the World považovanou za základní ornitologické dílo. Del Hoyo napsal několik vlastních kapitol pro HBW, například čeleď potápkovití, ibisovití, plameňákovití a hokovití. Po 4roční přípravě publikoval v roce 2014 a 2016 del Hoyo a Nigel Collar 2svazkové dílo s ilustracemi všech známých druhů ptáků HBW and BirdLife International Illustrated Checklist of the Birds of the World. Od roku 2009 vedl obrazovou redakci encyklopedie Handbook of the Mammals of the World.
Del Hoyo nafilmoval přes 4800 ptačích druhů ve více než 100 zemích. Napsal přes 50 děl – zpočátku z oboru medicíny – od poloviny 80. let 20. století soustředil svůj zájem na ornitologickou literaturu.
Del Hoyo je člen Acadèmia de Ciències Mèdiques i de la Salut de Catalunya i de Balears, Světového fondu na ochranu přírody (WWF) a Mezinárodního svazu ochrany přírody (IUCN). V letech 1988–1992 byl prezidentem katalánské ochranářské organizace Lliga per a la Defensa del Patrimoni Natural (Depana). V letech 1994–2008 byl viceprezidentem Španělské ornitologické společnosti (Sociedad Española de Ornitología) – partnerské organizace BirdLife International. Mezi lety 2005 a 2013 byl činný ve dvou funkčních obdobích ve výboru BirdLife International.

## Dílo
Výběr z díla Josepa del Hoyo:
- La salud y al medio ambiente, 1982
- Guia Médica, 1983
- Atlas Ornitólogic de Catalunya, 1984
- Naturaleza salvaje, 1984
- Curar-se en salut, 1985–1986, 30 titulů
- Sexualitat, 1986
- Observar Ocells a Catalunya, 1989
- Handbook of the Birds of the World, 1992–2013
- Medicina e salute, 1993
- Guía visual del embarazo y del parto, 1996
- Curassows and Related Birds, 2004 (revidované nové vydání stejnojmenného základního díla Jeana Delacoura a Deana Amadona z roku 1973)
- HBW and BirdLife International Illustrated Checklist of the Birds of the World, Vol. 1: Non-Passerines, 2014
- HBW and BirdLife International Illustrated Checklist of the Birds of the World, Vol. 2: Passerines, 2016
- All the Birds of the World. Příprava vydání Josep del Hoyo. 1. vyd. Barcelona: Lynx, 2020. 967 s. ISBN 978-84-16728-37-4. (anglicky)